# 추홍순
추홍순(秋鴻順, 1894년 3월 12일 ~ 1959년 6월 11일)은 대한제국 독립운동가이다. 호(號)는 대송(大松).

## 생애

### 출생
조선 경상도 하동군(河東郡) 남면 대송리에서 출생하였다.

### 삼월 대한 독립 만세 운동 참가 후 본격 독립 운동 투신
그는 1919년 4월 6일 경상남도 하동군 고전면 주교리(慶尙南道 河東郡 古田面 舟橋里) 장날을 이용하여 전개된 대한 독립 만세 운동에 참가하였다.
이곳의 대한 독립 만세 운동은 추홍순(秋炳甲) 그와 박영묵(朴永默) 등이 일신단(一身團)을 조직하고, 목숨을 바쳐 대한 독립 만세 운동을 전개하기로 결의하면서 추진되었다.
마침내 거사 당일인 1919년 4월 6일 오후 1시 40분 경, 경상남도 하동군 고전면 주교리 장터에는 1,000여 명의 장꾼들이 모이자, 박영묵은 미리 준비한 큰 태극기를 들고 단상에 올라 간단한 연설을 마친 뒤, 독립만세를 선창하자 장터의 모인 일신단원과 군중들이 일제히 독립만세를 고창하였다. 이때 조선인 경찰 박도준(朴道俊)과 일본 헌병 3명이 출동하여 제지하자, 시위 군중은 이들을 구타 및 응징하였다.
그러나 급히 출동한 일본군 수비대의 무력 진압으로 인하여 시위 군중은 해산하였다. 다음날 일경들의 대대적인 검속이 실시되었다.
그는 이 사태로 인하여 피체되어, 1919년 5월 22일 경상남도 부산지방법원 진주지청에서 소위 보안법으로 징역 5개월을 받고 옥고를 치렀으며 1919년 8월 만기출감하였다. 그 후 1920년 5월 국민정부 중화민국 대륙 본토 장쑤 성 상하이에 건너가 1920년 8월에서 1926년 2월까지 대한민국 임시정부 내무부 예하 행정비서관 직책을 지냈으며 1926년 2월 대한민국 임시정부 내무부 예하 행정비서관 직책 사퇴 후 1926년 2월 한국독립당 입당하여 1926년 2월에서 1926년 11월까지 한국독립당 초급행정위원 직위를 지냈으며 1926년 11월 한국독립당 탈당을 한 후 중화민국 광둥 성 광저우로 옮기어 광저우에서 소작농(小作農) 등을 전전하다가 1933년 홍콩으로 건너가 홍콩에서 미술품 상점 점원(美術品 商店 店員) 등을 지냈다.

### 1945년 조선 광복 이후
1945년 홍콩에서 8.15 조선 광복을 목도하였다.
1946년 5월에 홍콩을 떠나 1946년 8월에 미 군정 남조선 서울에 귀환한 그는 그 후 1946년 9월에 경상남도 하동군 남면 대송리(慶尙南道 河東郡 南面 大松里)로 귀향하였으며 1959년 6월 11일을 기하여 경상남도 하동군 남면 대송리 향리에서 병사하였다.

## 사후
대한민국 정부에서는 고인의 공훈을 기리고자 1997년 8월 15일을 기하여 대한민국 대통령 표창장을 추서하였다.